# Cap de turc
|  | Per a altres significats, vegeu «cap de turc (nus)». |

Es denomina  cap de turc  una persona o grup de persones a qui s'atribueix la culpa d'alguna cosa de la qual no són culpables, amb el fi de desviar l'atenció del culpable de veritat. De manera més específica, s'empra aquest apel·latiu per a qualificar aquells sobre qui s'aplica injustament una acusació o condemna per a impedir que els autèntics responsables siguin jutjats.
Des d'una perspectiva històrica, en el període de les Croades, els croats van lliurar cruentes batalles contra els turcs. L'animadversió que es professaven ambdós bàndols era tan gran, que per a un cristià tallar el cap a un turc era una feta encomiable. Quan ho aconseguien, els croats penjaven el cap en un pal de vaixell o l'enfilaven en una llança com un trofeu i els soldats l'acusaven de tots els mals haguts i per haver. Per aquest motiu, es diu que algú és un cap de turc, quan és objecte de tot els mals i acusacions de les quals els altres són els veritables culpables.